# Millionaire (rivista)
Millionaire è una rivista di business, idee e risorse per avviare attività imprenditoriali. Il primo numero è stato pubblicato nel 1990, dal 1999 ha affiancato all'edizione cartacea il sito web.